# (16830) 1997 WQ7
(16830) 1997 WQ7 est un astéroïde de la ceinture principale d'astéroïdes découvert en 1997.

## Description
(16830) 1997 WQ7 a été découvert le 19 novembre 1997 à l'observatoire de Nachikatsuura au Japon, par Yoshisada Shimizu et Takeshi Urata.

### Caractéristiques orbitales
L'orbite de cet astéroïde est caractérisée par un demi-grand axe de 2,19 UA, un périhélie de 1,92 UA, une excentricité de 0,13 et une inclinaison de 1,60° par rapport à l'écliptique. Du fait de ces caractéristiques, à savoir un demi-grand axe compris entre 2 et 3,2 UA et un périhélie supérieur à 1,666 UA, il est classé, selon la JPL Small-Body Database, comme objet de la ceinture principale d'astéroïdes.

### Caractéristiques physiques
(16830) 1997 WQ7 a une magnitude absolue (H) de 15,0 et un albédo estimé à 0,071.